# Ramphotyphlops bicolor
Ramphotyphlops bicolor là một loài rắn trong họ Typhlopidae. Loài này được Peters mô tả khoa học đầu tiên năm 1858.